# Левченко Борис Митрофанович
Ле́вченко Бори́с Ми́трофанович — (27 червня 1935, с. Медвин Богуславський район Київська область — 14 квітня 1987, м. Київ) — археолог, Заслужений працівник культури УРСР, директор Музею історії Богуславщини (1982—1987).

## Життєпис
У 1957—1959 роках працював інструктором Богуславського райкому комсомолу. Від лютого 1959 року до жовтня 1973 року призначений директором медвинського сільського Будинку культури. За його ініціативи створено Музей історії села, що пізніше був перенесений до приміщення місцевої школи.
За особливі заслуги у розвитку культури Указом Президії Верховної ради УРСР від 27 червня 1969 року Левченку Борису Митрофановичу було присвоєно звання «Заслужений працівник культури УРСР».
Після закінчення Київського державного університету ім. Т. Г. Шевченка у 1975 році він до 1982 року працював співробітником відділу новобудовних експедицій Інституту археології АН УРСР. У складі наукових експедицій досліджував археологічні пам'ятки півдня України, зокрема, у Черкаській, Херсонській, Миколаївській областях.
Та найбільше його цікавило минуле рідного краю. Від 1982 року і до останніх днів свого життя Борис Митрофанович працював директором краєзнавчого музею у Богуславі. Під його керівництвом заново створений Музей історії Богуславщини (1984), Музей Марка Вовчка (1985), розпочато створення експозиції Музею комсомольської слави.
За безпосередньою допомогою та консультування Бориса Левченка створювалися музеї у П'ятигорах на Київщині та у Тальному на Черкащині. Разом із створенням музейних експозицій він займався науковою діяльністю. 1973 року брав активну участь у роботах Медвинського загону Пороської археологічної експедиції (кер. Г. Т. Ковпаненко). Кілька років (1982, 1984, 1985) проводив археологічні розкопки курганного могильника скіфського часу у Гірчаковому лісі біля Медвина. Під його керівництвом та за безпосередньою участю було розкопано близько 30 курганів, матеріали із розкопок значно поновили експозицію Музею історії Богуславщини.

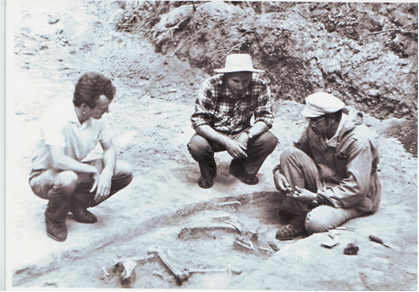
Левченко Б. М. на розкопках 1985 р. в с. Медвин (зліва направо — Василенко В. Я., Ільніцький О. О., Левченко Б. М.)

Він також провів масштабні археологічні дослідження території Богуславського району, які дали змогу скласти нову археологічну карту Богуславщини. Перелік археологічних пам'яток району поповнився 244 курганами, 25 поселеннями, залишками Змієвих валів у 5 населених пунктах.
Результати археологічних досліджень Бориса Митрофановича періодично висвітлювалися у журналі журналі «Археологія», в районній газеті та інших науково-популярних виданнях.

## Джерело
- Медвинські скрижалі [Архівовано 21 жовтня 2013 у Wayback Machine.]